# Bryanston
Bryanston – wieś w Anglii, w hrabstwie Dorset. Leży 26 km na północny wschód od miasta Dorchester i 161 km na południowy zachód od Londynu.